# Setagrotis
Setagrotis là một chi bướm đêm thuộc họ Noctuidae.

## Loài
- Setagrotis pallidicollis (Grote, 1880) (đồng nghĩa: Setagrotis planiforns (Smith, 1890))
- Setagrotis radiola (Hampson, 1903) (đồng nghĩa: Setagrotis radiatus (Smith, 1900))
- Setagrotis vocalis (Grote, 1879) (syn (homonym): Setagrotis cinereicollis (Grote, 1876))

## Former species
- Setagrotis atrifrons is now Tesagrotis atrifrons (Grote, 1873)
- Setagrotis fortifer is now Tesagrotis fortifer (Barnes & McDunnough, 1918)
- Setagrotis piscipellis is now Tesagrotis piscipellis (Grote, 1878)